# Corte J
Un corte J es una variante de una técnica de montaje de edición dividida, en la cual el audio de la siguiente escena se solapa con la imagen de la escena precedente, de manera que la porción de audio de la próxima escena empieza a sonar antes que su imagen sea visualizada, como una introducción al corto visual. También se le puede llamar avance de audio.

El nombre que denomina el corte se refiere a la forma de las piezas de audio y de vídeo de la segunda pareja de escenas cortadas juntas en la mayoría de programas de edición de vídeo no lineal.